# Wolfhard Ploog

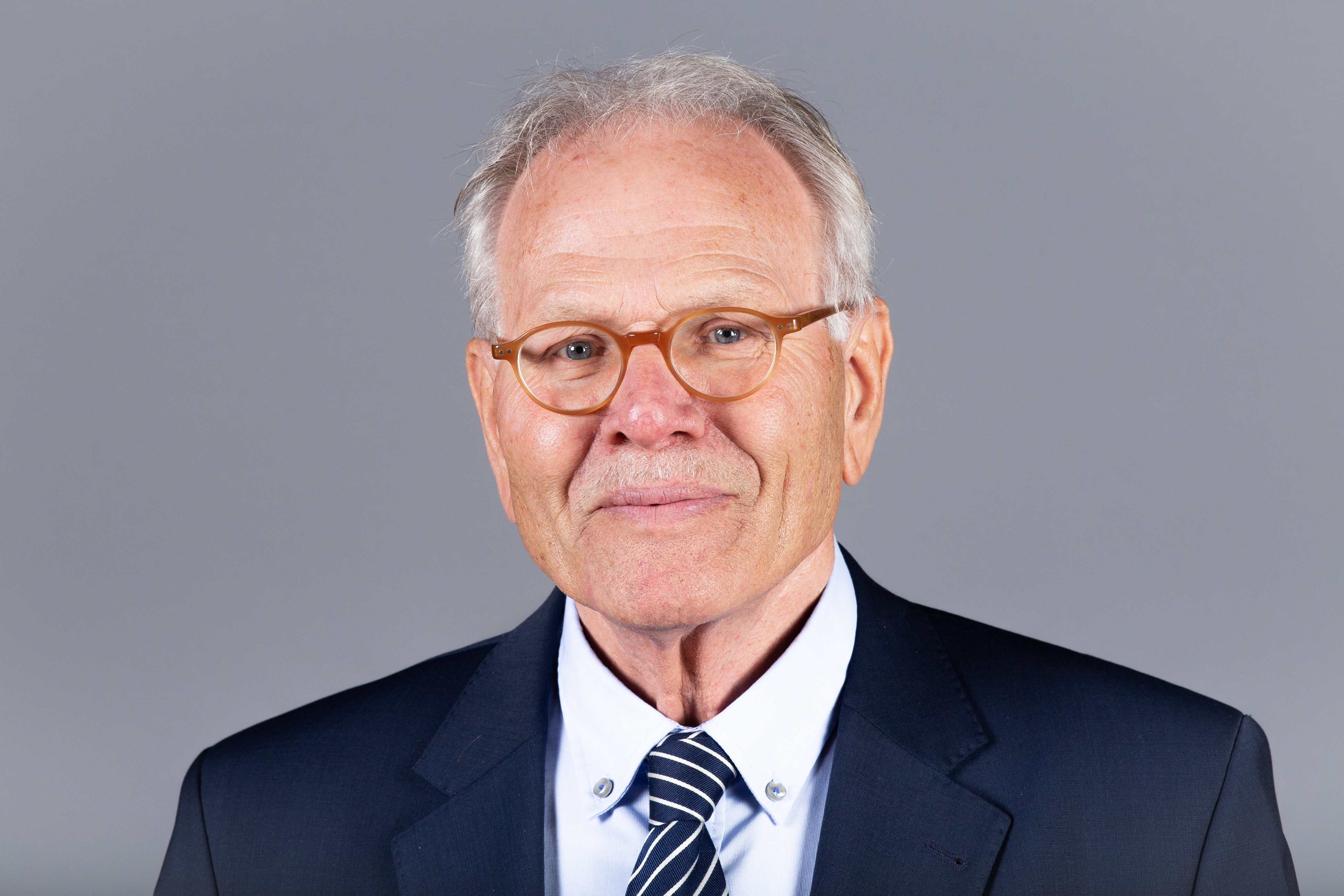
Wolfhard Ploog (2018)

Wolfhard Ploog (* 4. November 1942 in Husum) ist ein deutscher Politiker (CDU). Er war Mitglied und Vizepräsident der Hamburgischen Bürgerschaft.

## Leben
Wolfhard Ploog besuchte von 1949 bis 1955 in Hamburg die Volksschule Tieloh und anschließend bis 1962 das Gymnasium Uhlenhorst-Barmbek. Von 1962 bis 1965 absolvierte er eine Berufsausbildung zum Rechtspfleger und von 1965 bis 1970 war er als Rechtspfleger in der Zivil- und Strafgerichtsbarkeit des Landgerichts Hamburg tätig. In der Justizvollzugsanstalt Fuhlsbüttel fungierte er von 1971 bis 1974 als Abteilungsleiter. Ab 1979 war Ploog freigestelltes Personalratsmitglied und seit September 1997 Personalratsvorsitzender beim Strafvollzugsamt. Er übte des Weiteren verschiedene Tätigkeiten in der Justizbehörde und in der Untersuchungshaftanstalt aus, zuletzt als Sicherheitsreferent im Strafvollzug. 2003 wechselte er als Verwaltungsbeamter in die Behörde für Inneres.
Mitglied im Landesverband Hamburgischer Strafvollzugsbediensteter (LVHS) ist er seit 1970. 1979 wurde er zugleich deren Vorsitzender und ist heute Ehrenvorsitzender des Gewerkschaftsverbandes.

## Politik
Wolfhard Ploog trat 1970 in die CDU ein und wurde 1972 zugewählter Bürger im Bauausschuss der Bezirksversammlung Hamburg-Altona. Von 1974 bis 1997 war er Bezirksabgeordneter der Bezirksversammlung Hamburg-Altona. Ploog war von Oktober 1997 bis März 2011 Mitglied und von April 2008 bis März 2011 Vizepräsident der Hamburgischen Bürgerschaft. 2004 wurde Wolfhard Ploog erneut über den Landeslistenplatz 25 in das Parlament gewählt und im Februar 2008 über seinen Listenplatz 1 im Wahlkreis 3 Altona. Als Bürgerschaftsabgeordneter war er Mitglied des Eingaben-, Haushalts- und Sportausschusses sowie Mitglied der Härtefallkommission und Vorsitzender des Eingabenausschusses und des Unterausschusses für Personalwirtschaft und Öffentlicher Dienst. Ploog ist Ortsvorsitzender des CDU-Ortsverbandes Altona und Mitglied im Landesvorstand der CDU Hamburg. Er war kurzzeitig Mitglied der 20. Hamburgischen Bürgerschaft. Wolfhard Ploog vertrat Christoph Ahlhaus, dessen Mandat wegen seiner Mitgliedschaft im Senat ruhte. Nach der Wahl von Olaf Scholz zum Ersten Bürgermeister nahm Christoph Ahlhaus seinen Platz wieder ein und Wolfhard Ploog verlor sein Mandat.
Im September 2012 kehrte er jedoch in die Bürgerschaft zurück, nachdem Viviane Spethmann ihr Mandat niederlegte. Bis dahin war Ploog Deputierter der Hamburger Kulturbehörde. Zwar verpasste Ploog den direkten Wiedereinzug ins Parlament bei der Bürgerschaftswahl 2015; er übernahm jedoch im Juni 2017 Karin Priens Abgeordnetenmandat, als diese in die Landesregierung Schleswig-Holsteins wechselte. Der 2020 gewählten Bürgerschaft gehört er nicht mehr an.

## Sonstiges
Im November 2000 gründete Ploog zusammen mit seinen Parteikollegen Marcus Weinberg und Fried Stoepel die Initiative Sauberes Hamburg, deren Ziel es war, „Telefonzellen, Bushäuschen, Laternenmaste sowie öffentliche und private Gebäude von Graffiti und verwandten Schmierereien“ zu befreien.